# Система футбольных лиг Северной Ирландии
Система лиг чемпионата Северной Ирландии по футболу состоит из профессиональных, полупрофессиональных, любительских и юниорских лиг. Профессиональную систему образуют Премьершип и Чемпионшип, последний состоит из двух дивизионов. По регламенту клуб может утратить статус профессионального если занимает последнее место в Чемпионшипе и при этом клуб победивший в одной из региональных лиг соответствует критериям установленным Футбольной лигой. Полупрофессиональными являются четвертый и пятый дивизионы, далее следуют любительские лиги. Руководство региональных лиг организует и юниорские соревнования.

## Система футбольных лиг Северной Ирландии
В таблице приведена современная система футбольных лиг Северной Ирландии
| Уровень | Лига/Дивизион | Лига/Дивизион                                                                            | Лига/Дивизион                                                                                 | Лига/Дивизион                                                                        | Лига/Дивизион                                                                | Лига/Дивизион                                                                |
| ------- | --- | ---------------------------------------------------------------------------------------- | --------------------------------------------------------------------------------------------- | ------------------------------------------------------------------------------------ | ---------------------------------------------------------------------------- | ---------------------------------------------------------------------------- |
| 1       | Премьершип (англ. Northern Ireland Football League Premiership) 12 клубов                                        | Премьершип (англ. Northern Ireland Football League Premiership) 12 клубов                | Премьершип (англ. Northern Ireland Football League Premiership) 12 клубов                     | Премьершип (англ. Northern Ireland Football League Premiership) 12 клубов            | Премьершип (англ. Northern Ireland Football League Premiership) 12 клубов    | Премьершип (англ. Northern Ireland Football League Premiership) 12 клубов    |
| 2       | Чемпионшип 1 (англ. Northern Irish Football League Championship 1) 14 клубов                                     | Чемпионшип 1 (англ. Northern Irish Football League Championship 1) 14 клубов             | Чемпионшип 1 (англ. Northern Irish Football League Championship 1) 14 клубов                  | Чемпионшип 1 (англ. Northern Irish Football League Championship 1) 14 клубов         | Чемпионшип 1 (англ. Northern Irish Football League Championship 1) 14 клубов | Чемпионшип 1 (англ. Northern Irish Football League Championship 1) 14 клубов |
| 3       | Чемпионшип 2 (англ. Northern Irish Football League Championship 2) 16 клубов                                     | Чемпионшип 2 (англ. Northern Irish Football League Championship 2) 16 клубов             | Чемпионшип 2 (англ. Northern Irish Football League Championship 2) 16 клубов                  | Чемпионшип 2 (англ. Northern Irish Football League Championship 2) 16 клубов         | Чемпионшип 2 (англ. Northern Irish Football League Championship 2) 16 клубов | Чемпионшип 2 (англ. Northern Irish Football League Championship 2) 16 клубов |
| 4       | Лига Северо-Восточного Ольстера (англ. Ballymena & Provincial Intermediate League Premier Division) 10 клубов    | Лига Центрального Ольстера A (англ. Mid-Ulster Football League Intermediate A) 13 клубов | Лига Южного Ольстера (англ. Northern Amateur Football League Premier Division) 14 клубов      | Лига Северо-Западного Ольстера (англ. Northern Ireland Intermediate League) 8 клубов |                                                                              |                                                                              |
| 5       | Первая Лига Северо-Восточного Ольстера (англ. Ballymena & Provincial Intermediate League Division One) 12 клубов | Лига Центрального Ольстера B (англ. Mid-Ulster Football League Intermediate B) 14 клубов | Первая Лига Южного Ольстера (англ. Northern Amateur Football League Division One A) 14 клубов |                                                                                      |                                                                              |                                                                              |
|         | |                                                                                          |                                                                                               |                                                                                      |                                                                              |                                                                              |